# Jorge Borelli
Jorge Horacio Borelli (Buenos Aires, 2 de noviembre de 1964) es un exfutbolista argentino. Jugaba de defensor y su primer club fue Platense. Se destacó en la Copa América 1993 y en la Copa Mundial de Fútbol de 1994. Últimamente, fue segundo DT de Colón de Santa Fe, dirigido por Israel Damonte desde: 22/02/2023 con Contrato hasta: 31/12/2023. Lamentablemente, Colón tuvo una mala campaña y sumado a sus promedios anteriores descendió a la Primera B Nacional. 

## Carrera
Borelli empezó su carrera en 1980 en Platense, pero pronto llamó la atención de River Plate y firmó en 1985. En sus años con River, los ayudó a ganar el Campeonato de Primera División 1985/86, su primera Copa Libertadores, la Copa Intercontinental y la Copa Interamericana, los tres en 1986. En 1989 se trasladó a México para jugar en Tigres UANL de la Universidad Autónoma de Nuevo León, pero en 1991 se fue para incorporarse a Racing Club de Avellaneda. En 1994 se fue de Racing para jugar en San Lorenzo de Almagro, donde ganó el Torneo Clausura 1995. Borelli se retiró como jugador a fines de 1997.

## Familia
Está casado con Andrea Cap, con quien tiene tres hijos: los también futbolistas Eder (nacido durante su paso por México) y Mateo, y una hija, Alexia.

## Clubes
| Club        | País      | Año       |
| ----------- | --------- | --------- |
| Platense    | Argentina | 1980-1984 |
| River Plate | Argentina | 1984-1989 |
| Tigres UANL | México    | 1989-1991 |
| Racing Club | Argentina | 1991-1994 |
| San Lorenzo | Argentina | 1995-1997 |

## Palmarés

### Campeonatos nacionales
| Título           | Club        | País      | Año     |
| ---------------- | ----------- | --------- | ------- |
| Primera División | River Plate | Argentina | 1985/86 |
| Primera División | San Lorenzo | Argentina | C-1995  |

### Copas internacionales
| Título               | Equipo              | País      | Año  |
| -------------------- | ------------------- | --------- | ---- |
| Copa Libertadores    | River Plate         | Argentina | 1986 |
| Copa Interamericana  | River Plate         | Argentina | 1987 |
| Copa Artemio Franchi | Selección Argentina | Argentina | 1993 |
| Copa América         | Selección Argentina | Ecuador   | 1993 |